# アナモルフォーシス

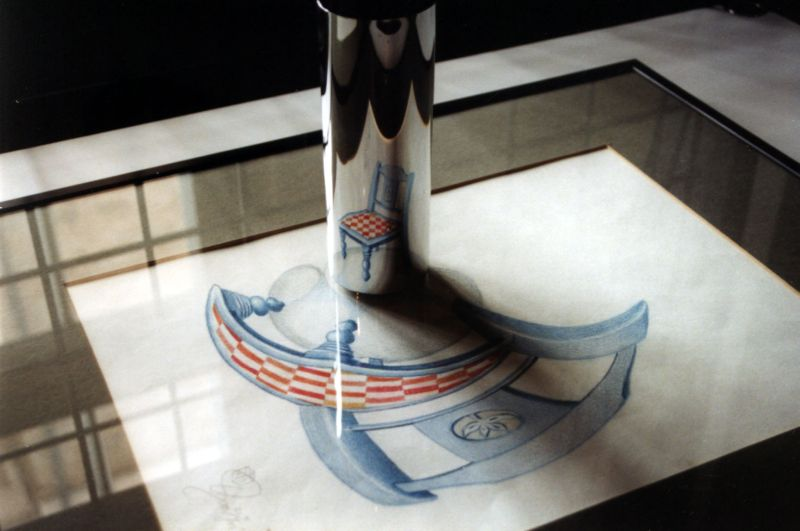
円筒に投影すると正常な形が見える例

アナモルフォーシスとは、ゆがんだ画像を円筒などに投影したり角度を変えてみたりすることで正常な形が見えるようになるデザイン技法のひとつである。アナモルフォシス、アナモルフォース、アナモルフォーズとも。
アナモルフォーシス（Ana - morphosis）はギリシア語で再構成（英: formed again）を意味する。他のヨーロッパの諸言語ではαναμόρφωση (ギリシア語)、anamorphotisches Bild (ドイツ語)、anamorfosi (イタリア語)、anamorfosis (スペイン語)、vertekend beeld (オランダ語)、anamorphose (フランス語)、anamorfoza (ポーランド語)、anamorfózis (ハンガリー語)などの表現になる。
日本では江戸時代に刀の鞘を投影用の円筒として利用したものが流行し、「鞘絵」と呼ばれた。

## 投影方式
アナモルフォーシスには主に二種類の投影方式がある。ひとつは対象を斜めの角度から見たとき正常な形が見えるようになるもの、もうひとつは円筒状の鏡のようなものに映したとき正常に表示されるものである。角度変更による投影が最初に確認されるのは早期ルネサンス（15世紀）、円筒への投影が確認されるのはバロック時代（17世紀）である。

## 歴史

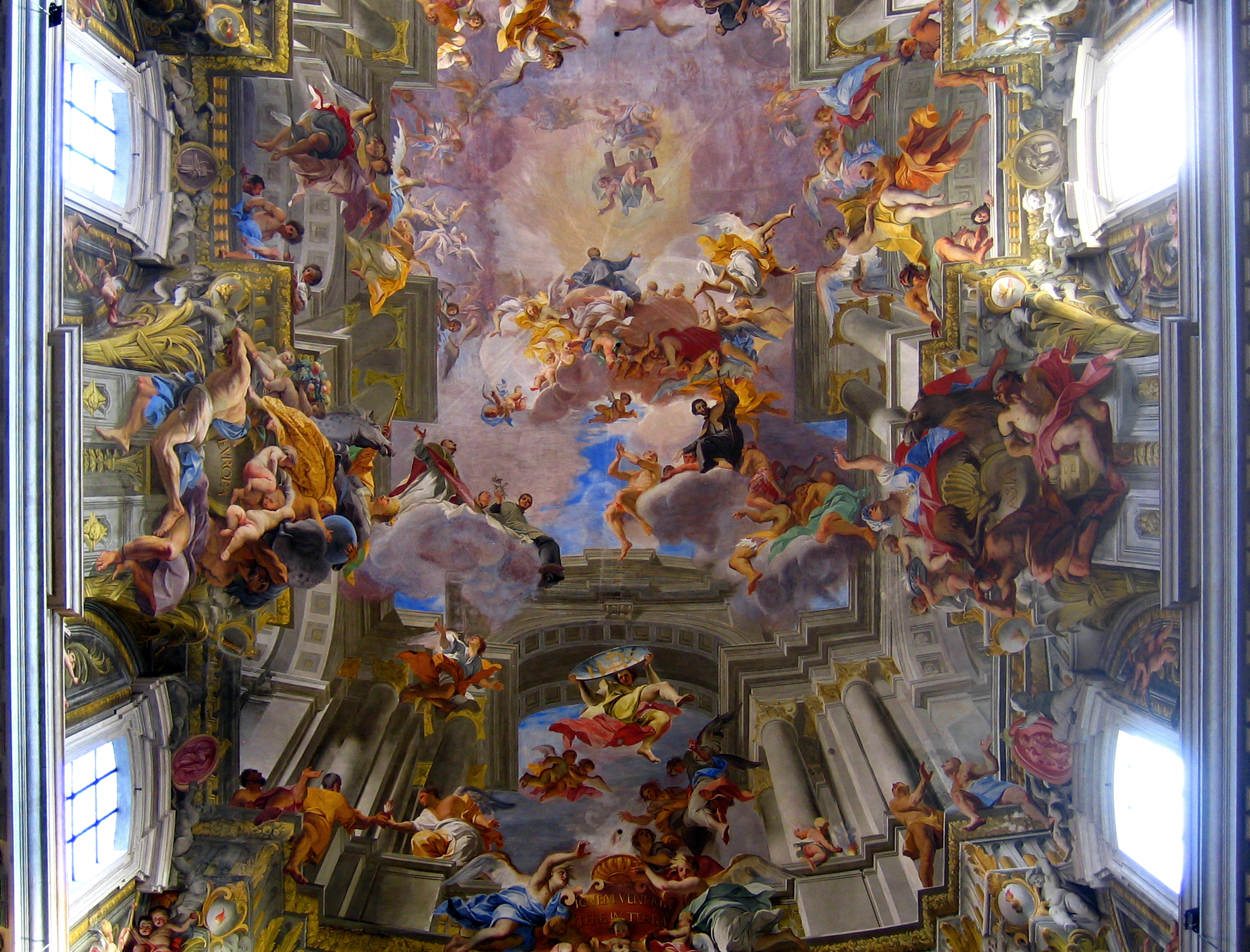
イニャツィオ聖堂に描かれたアンドレア・ポッツォの絵画

ハンス・ホルバイン作『大使たち』。手前にある細長い物体がアナモルフォーシスの技法を使った例である。

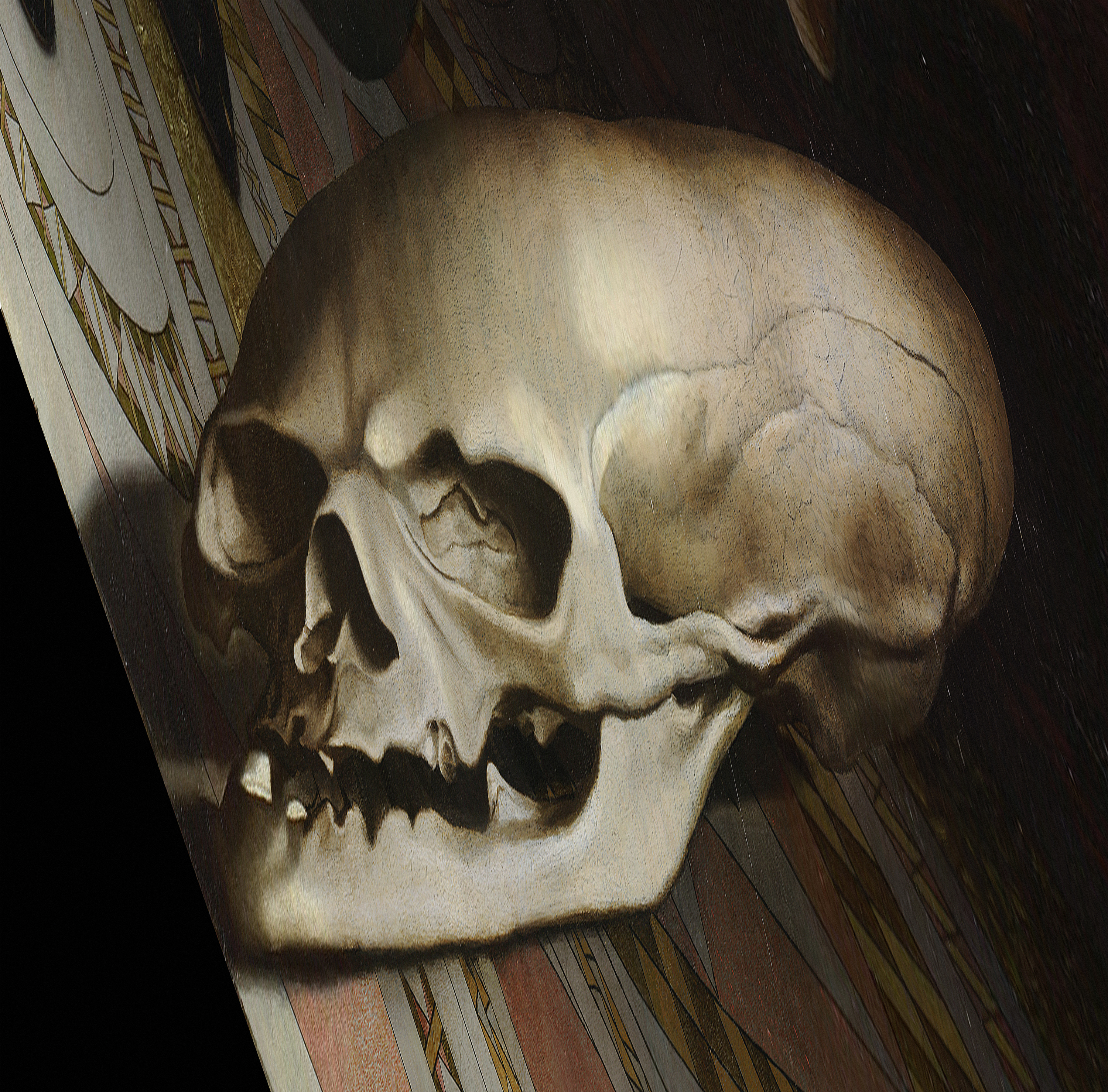
『大使たち』の手前にある物体を斜め左下から見た様子。頭蓋骨であることが分かる。

『レオナルドの目』（英: Leonardo's Eye レオナルド・ダ・ヴィンチ 1485年）が斜面投影の確認される最も古い例である。またハンス・ホルバインはよくこの手のアナモルフォーシスを使用したことで知られている。彼の絵の中で『大使たち』（1533年）はその例として最も有名である。絵の下部にゆがんだ物体が描かれており、この物体は左斜め下から見ると人の頭蓋骨に見えるようになっている。17世紀のバロック時代には建築と組み合わせる形でトロンプルイユの壁画などにも用いられた。イタリアのローマ・イニャツィオ聖堂にある天井画はアンドレア・ポッツォにより天井を利用したアナモルフォーシスとして描かれている。また、ポッツォは天井がドームに見えるようにと依頼を受けており、人物部分をアナモルフォーシスで描き、背景部分でトロンプルイユの技法を用いて柱を描いている。この天井画をある一定の地点から見ると、錯覚により天井に奥行き感が与えられ、実際以上の高さを持っているように見える。
18世紀から19世紀にはアナモルフォーシスの絵が美術よりも子供向けの遊びとして利用されるようになる。20世紀には何人かの芸術家により新たなるアナモルフォーシスの技法が探求された。マルセル・デュシャンはアナモルフォーシスへ強い関心を抱くようになり、いくつかの作品にこの技法が用いられている（『階段を降りる裸体No.2』、『花嫁』、『大ガラス』など）。また、サルバドール・ダリもこの技法を用いていくつかの作品を描いた。ヤン・ディベッツは、角度を変えてみたとき正常な形となるアナモルフォーシス形式に関する研究を行った。

## アナモルフォーシスを扱う現代画家
スウェーデンの画家ハンス・ハングレンは1960年代から1970年代にかけてミラーを使ったアナモルフォーシスの作品を多数手がけた。また、日本の画家福田繁雄も1970年代から1980年代にかけてこのタイプのものを多く製作している。パトリック・ヒューズ、渡辺冨士雄、イシュトヴァーン・オロツ、フェリチェ・ヴァリーニ、マシュー・ングイ、ケリー・ホール(Kelly M. Houle)、ニジェル・ウィリアムス(Nigel Williams)、ジュディー・グランス(Judy Grace)などの画家もアナモルフォーシスの絵を手がけた。
また、他の事例としてはチョークを使うアメリカの芸術家として有名なクルト・ウェナーやジュリアン・ビーバーのように道路や建物の周囲にある歩道へアナモルフォーシスの絵を描いたものもある。このタイプの作品はまずモチーフを斜め上の角度から撮影し、その写真にグリッドを描いて座標を取り、グリッドの座標を基に遠近感を調整しながら引き伸ばす形で描かれる。